# Comté de McCurtain
Le comté de McCurtain est un comté situé au sud-est de l'État de l'Oklahoma, aux États-Unis. Le siège du comté est Idabel. Selon le recensement de 2000, sa population était de 34 402 habitants.

## Comtés adjacents
- Comté de Le Flore (nord)
- Comté de Polk, Arkansas (nord-est)
- Comté de Sevier, Arkansas (est)
- Comté de Little River, Arkansas (sud-est)
- Comté de Bowie, Texas (sud)
- Comté de Red River, Texas (sud-ouest)
- Comté de Choctaw (ouest)
- Comté de Pushmataha (nord-ouest)

## Principales villes
- Battiest
- Broken Bow
- Eagletown
- Garvin
- Haworth
- Idabel
- Millerton
- Smithville
- Tom
- Valliant
- Wright City